# Scotinotylus apache
Espèce
Synonymes
- Disembolus apache Chamberlin, 1949

Scotinotylus apache est une espèce d'araignées aranéomorphes de la famille des Linyphiidae.

## Distribution
Cette espèce est endémique d'Arizona aux États-Unis,.

## Description
La femelle holotype mesure 2 mm.

## Publication originale
- Chamberlin, 1949 : On some American spiders of the family Erigonidae. Annals of the Entomological Society of America, vol. 41, p. 483-562.